# Robert Reinert
Robert Reinert (1872–1928) fut un réalisateur, scénariste et romancier de langue allemande né à Vienne (Autriche).
Il s'installa à Munich vers 1900.

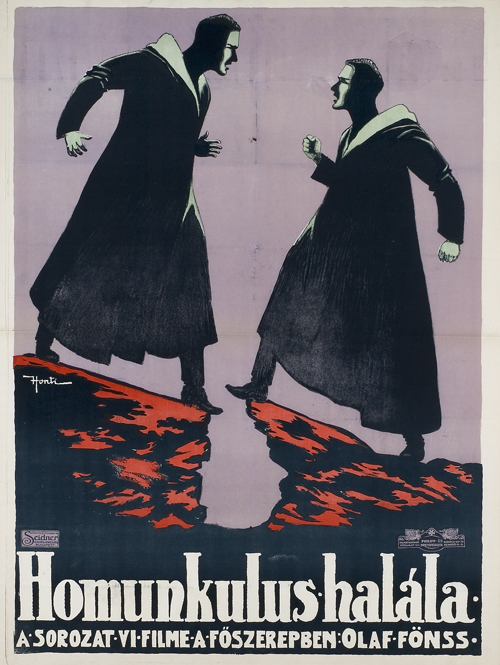
Affiche hongroise pour Homunculus, dont Robert Reinert fut le scénariste.

Il écrivit plusieurs romans, dont Der Weg zur Sonne (1906) et Krieg (1907), traduit en français sous le titre de Guerre et mis en scène au théâtre Antoine à Paris, en 1909, par Robert Trébor et Auguste Germain.
Son scénario réussi pour Homunculus (serial le plus populaire de la période et qui, pour certains, annonçait Hitler) lui permit de réaliser plusieurs films, les plus notables étant Opium et Nerven, ce dernier anticipant  "le film muet expressionniste [allemand] des années 1920 et le place sur la même ligne que Le Cabinet du docteur Caligari de Robert Wiene.",.
Les films de Robert Reinert ne furent pas des succès commerciaux, et, en 1925, il entra à l'UFA jusqu'à sa mort, en 1928.
Beaucoup de ses films sont considérés comme perdus, et, en 2008, il manquait un tiers de la version originale quand Nerven a été présenté dans une version restaurée.